# Файтл, Франтишек
Франтишек Файтл (чеш. František Fajtl; 20 августа 1912, Донин — 4 октября 2006, Прага) — чехословацкий лётчик-истребитель времён Второй мировой войны. Генерал-лейтенант ВВС Чехословакии.

## Биография
После оккупации Чехии немецкими войсками эмигрировал во Францию, где стал лётчиком 3-й истребительной группы, 7-й эскадрильи (Groupe de Chasse III/7). После падения Франции в 1940 году перебрался в Великобританию и воевал в составе 310-й эскадрильи RAF. 5 мая 1942 года был сбит над Францией. Файтлу удалось бежать через Испанию и вернуться в Великобританию. В 1943 году стал командиром 313-й истребительной эскадрильи.
С 1944 года — в СССР, где переучился на Ла-5ФН и стал командиром 1-го чехословацкого истребительного авиаполка. 17 сентября 1944 года перелетел на аэродром Три Дуба, где его полк оказывал воздушную поддержку Словацкому народному восстанию.
В 1948 году был осуждён в Чехословакии на 17 месяцев как «враг народа». После 1989 года реабилитирован.

## Награды
- Звезда ордена Белого льва «За Победу» II степени
- Крест «За выдающиеся лётные заслуги» (Великобритания, 1942)
- Военный крест 1939 года (Чехословакия, 1942—1945, четырежды)
- Орден Словацкого национального восстания I степени (Чехословакия, 1945)
- Орден Короны Румынии IV степени (Румыния, 1947)
- Командор Ордена Милана Растислава Штефаника (Словакия, 1991)
- Кавалер Ордена Почётного легиона (Франция, 1994)
- Командор ордена Белого льва (Чехия, 2004)
- Крест Заслуг Министерства обороны Чехии (Чехия, 2008, посмертно)[1]

## Книги
- Битва за Британию (Bitva o Británii), 1991
- Я летал с 313-й (Létal jsem s Třistatřináctkou), 1991
- Сбит (Sestřelen), 1991
- Генерал неба (Generál nebe), 1992; воспоминания о Франтишеке Пержине
- Впервые дома (První doma)
- Снова дома (Opět doma)
- Воспоминания о павших товарищах (Vzpomínky na padlé kamarády)
- Бой и возвращение домой (Boje a návraty)
- Два глубоких удара (Dva údery pod pás)
- Путы небес (Pouta nebes)